# Max Scherzer
Maxwell Martin "Max" Scherzer, född den 27 juli 1984 i St. Louis i Missouri, är en amerikansk professionell basebollspelare som spelar för Texas Rangers i Major League Baseball (MLB). Scherzer är högerhänt pitcher.
Scherzer har tidigare spelat för Arizona Diamondbacks (2008–2009), Detroit Tigers (2010–2014), Washington Nationals (2015–2021), Los Angeles Dodgers (2021) och New York Mets (2022–2023).
Scherzer har vunnit tre Cy Young Awards, priset till ligans bästa pitcher (2013 och 2016–2017). Han har vunnit World Series två gånger (2019 och 2023) och tagits ut till MLB:s all star-match åtta gånger (2013–2019 och 2021). Vidare har han två gånger valts till All-MLB First Team (2019 och 2021) och en gång till All-MLB Second Team (2022). Statistiskt har han fyra gånger haft flest vinster i sin liga (2013–2014, 2016 och 2018) och tre gånger haft flest strikeouts (2016–2018). Vid två tillfällen, båda under 2015 års säsong, har han lyckats med en no-hitter, alltså att pitcha en hel match utan att tillåta motståndarna en enda hit. 2021 blev han den 19:e pitchern i MLB:s historia att nå milstolpen 3 000 strikeouts.

## Karriär

### Arizona Diamondbacks
Scherzer draftades av Arizona Diamondbacks 2006 som elfte spelare totalt och debuterade i MLB för klubben den 29 april 2008. I december 2009 trejdades Scherzer till Detroit Tigers som en del av en stor bytesaffär som involverade tre klubbar och sju spelare.

### Detroit Tigers
Scherzers verkliga genombrott kom 2013 då han var 21–3 med en earned run average (ERA) på 2,90. Han togs den säsongen ut till sin första all star-match och belönades även med sin första Cy Young Award, priset till ligans bästa pitcher. Han togs ut till all star-matchen även 2014.

### Washington Nationals

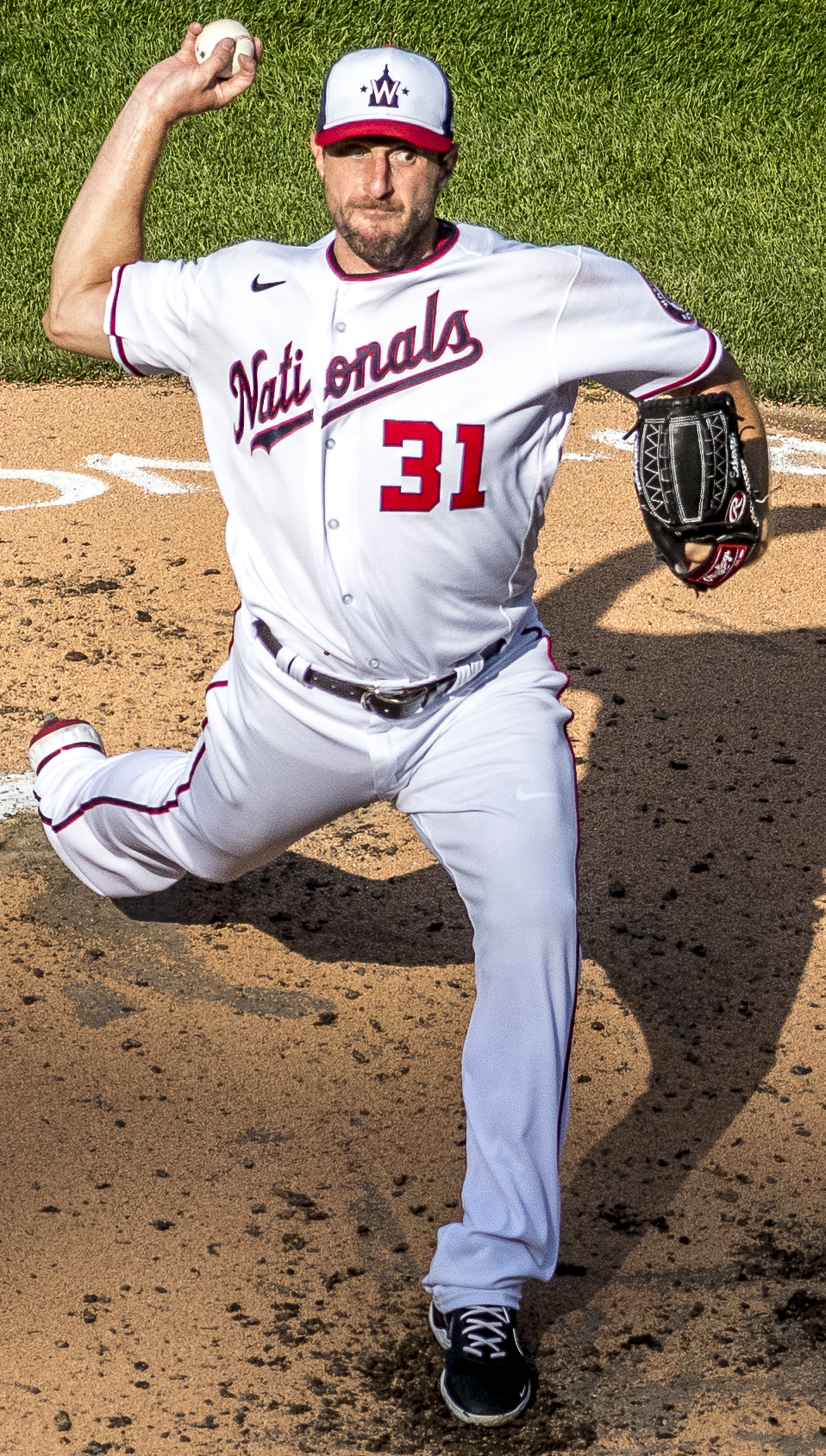
Scherzer i Washington Nationals dräkt 2021.

Inför 2015 års säsong var Scherzer free agent och skrev i januari på ett sjuårskontrakt med Washington Nationals som sträckte sig till och med 2021 och värderades till 210 miljoner dollar. Det var det dittills näst mest lukrativa spelarkontraktet som en pitcher hade skrivit med en klubb i MLB.
Under Scherzers första säsong för Nationals pitchade han två no-hitters där han båda gångerna var mycket nära att lyckas med en perfect game, den första den 20 juni och den andra den 3 oktober. Bara fem pitchers i MLB:s historia hade tidigare kastat två no-hitters under samma säsong. Däremellan togs han ut till sin tredje raka all star-match.
Den 11 maj 2016 tangerade Scherzer MLB-rekordet avseende flest strikeouts under en match (nio inningar) när han gjorde 20 stycken. Senare samma säsong togs han återigen ut till all star-matchen. Han var under säsongen 20–7 med en ERA på 2,96 och vann sin andra Cy Young Award. Han blev den sjätte pitchern att vinna priset i både American och National League.
Scherzer vann sin tredje Cy Young Award 2017, då han var 16–6 med en ERA på 2,51. Han blev den tionde pitchern i historien att vinna priset tre gånger. Han togs även ut till sin femte raka all star-match.
Scherzer fortsatte att pitcha mycket bra även de två nästföljande säsongerna, då han togs ut till båda all star-matcherna och kom tvåa respektive trea i omröstningen till Cy Young Award. 2018 nådde han hela 300 strikeouts som den sjätte pitchern i MLB sedan 1990. 2019 gick Nationals hela vägen och vann World Series för första gången i klubbens historia.
Scherzer var inte lika dominant 2020, då säsongen förkortades kraftigt på grund av covid-19-pandemin, men han pitchade bättre igen 2021. Ett par månader innan hans kontrakt med Nationals skulle gå ut trejdades han tillsammans med Trea Turner till Los Angeles Dodgers i utbyte mot fyra unga talanger.

### Los Angeles Dodgers
Den 12 september 2021 blev Scherzer den 19:e pitchern i MLB:s historia att nå milstolpen 3 000 strikeouts i grundserien. Efter säsongen blev han free agent.

### New York Mets
Inför 2022 års säsong skrev Scherzer på ett treårskontrakt med New York Mets värt 130 miljoner dollar. Den årliga genomsnittslönen på 43,3 miljoner dollar var ett nytt rekord för MLB, klart mer än de 36 miljoner dollar per år som Gerrit Cole fick av New York Yankees inför 2020 års säsong. Han drabbades av en muskelbristning i vänster bukmuskel i maj och var borta från spel i sju veckor. Skadan besvärade honom även senare under säsongen, men den 19 september vann han sin 200:e match i grundserien. Han pitchade ojämnt under första halvan av 2023 och i slutet av juli trejdades han till Texas Rangers i utbyte mot den unga talangen Luisangel Acuña.

### Texas Rangers
Med Rangers var Scherzer med och vann World Series 2023, vilket var klubbens första titel och Scherzers andra.

## Privatliv

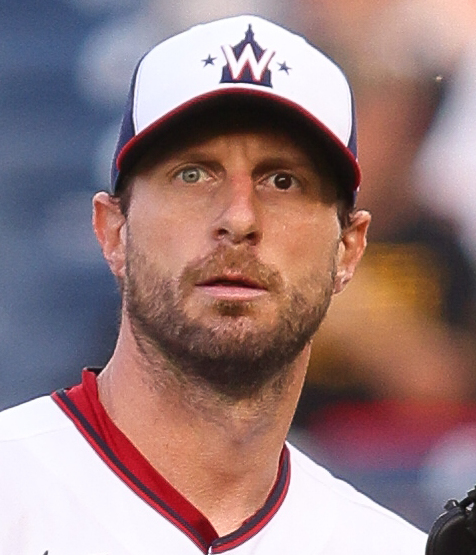
Scherzer har heterokromi.

Scherzer har heterokromi; hans högra öga är blått och hans vänstra är brunt.
Scherzer gifte sig med Erica May 2013.